# Jordi Marrugat i Domènech
Jordi Marrugat i Domènech   (Sabadell, 20 d'abril de 1978) és un crític literari i editor català.

## Biografia
Llicenciat en Filologia Catalana, amb estudis d'Història de l'Art i diploma d'estudis avançats en Llengua i Literatura Catalanes per la Universitat Autònoma de Barcelona, és doctor en Estudis Hispànics per la Universitat de Sheffield i doctor en Filologia Catalana a la Universitat Autònoma de Barcelona. Jordi Marrugat va estar treballant com a professor de llengua catalana a l'Escola Tecnos de Terrassa. Ha impartit cursos i conferències a Colòmbia, Mèxic, Polònia i Anglaterra.
És membre del Grup d'Estudis de Literatura Catalana Contemporània de la Universitat Autònoma de Barcelona i redactor en cap de la revista Els Marges. Ha prologat obres de Joan Brossa, J. M. Calleja, Carles Hac Mor i Víctor Sunyol, entre d'altres. Ha editat obres de Jordi Castellanos (Literatura i societat, 2013), Marià Manent (en el volum Marià Manent i la traducció, 2009), Joan Salvat-Papasseit (a Els Marges, núm. 91, primavera de 2010) o Armand Obiols i Josep Carner (Cartes 1947-1953, 2013).
També ha participat en llibres col·lectius com Lírica i deslírica: anàlisis i propostes de la poesia d'experimentació (2013), Postguerra: reinventant la tradició literària catalana (2011), Llegir l'exili (2011), Concepcions i discursos sobre la modernitat en la literatura catalana dels segles XIX i XX (2010), Epítom Carles Hac Mor: el poeta és un ésser humà en procés d'esdevenir ca (2010) o L'escriptor i la seva imatge: contribució a la història dels intel·lectuals en la literatura catalana contemporània (2006). Va ser codirector, amb Jordi Castellanos, dels volums VI (Modernisme i Noucentisme) i VII (Del 1922 al 1959) de la Història de la literatura catalana del Grup Enciclopèdia Catalana.

## Obra publicada
Ha publicat els estudis literaris següents:
- El saltamartí de Joan Brossa: les mil cares del poeta (Arola, 2009)
- La revolució com a origen de l'escriptura de Carles Hac Mor i l'escriptura de Carles Hac Mor com a origen de la revolució (Arola, 2009)
- Marià Manent i la traducció (Punctum, 2009)
- Escriure la vida i la mort: funció i sentit de l'alquímia poètica en el món actual (Pagès, 2012)
- Aspectes de la poesia catalana de la postmodernitat (Abadia de Montserrat, 2013)
- Narrativa catalana de la postmodernitat: històries, formes i motius (Universitat de Barcelona, 2014)

## Premis i reconeixements
- Premi Sant Miquel d'Engolasters de 2011 per Escriure la vida i la mort: funció i sentit de l'alquímia poètica en el món actual